# Zdeněk Mandík
Zdeněk Mandík (* 29. dubna 1947) je bývalý český fotbalový brankář.

## Hráčská kariéra
V československé lize chytal za Baník Ostrava. V týmu působil 5 sezón jako náhradník Františka Schmuckera.

### Prvoligová bilance
| Ročník                                   | Zápasy | Góly | Minuty | Nuly | Klub          |
| ---------------------------------------- | ------ | ---- | ------ | ---- | ------------- |
| 1. československá fotbalová liga 1968/69 | 1      | 0    | 90     | 0    | Baník Ostrava |
| 1. československá fotbalová liga 1969/70 | 5      | 0    | 295    | 1    | Baník Ostrava |
| 1. československá fotbalová liga 1970/71 | 12     | 0    | 907    | 2    | Baník Ostrava |
| 1. československá fotbalová liga 1971/72 | 12     | 0    | 1 061  | 4    | Baník Ostrava |
| 1. československá fotbalová liga 1972/73 | 10     | 0    | 900    | 3    | Baník Ostrava |
| CELKEM                                   | 40     | 0    | 3 253  | 10   |               |

## Trenérská kariéra
Od sezony 1985/86 byl trenérem Spartaku Hulín v Jihomoravském krajském přeboru, v sezoně 1987/88 s ním postoupil do divize. Na jaře 1992 vedl mužstvo v MSFL a v sezoně 1998/99 ve Středomoravském župním přeboru. Působil také v Mysločovicích (1995/96, 1996/97 a na podzim 1997).